# 시빌리브스컵
시빌리브스컵(영어: SheBelieves Cup)은 2016년부터 매년 미국에서 열리고 있는 국제 여자 축구 친선 대회이다. 2016년, 2017년, 2018년에는 미국, 잉글랜드, 프랑스, 독일 4개 팀만 참가했으나 2019년부터 그 외의 국가대표팀들도 참가하기 시작했다. 미국 축구 연맹이 주관하고 있으며 미국 대표팀이 6회 우승을 차지하여 최다 우승팀이다.

## 결과
| 연도 |          |            |          |            |
| 연도 | 우승     | 준우승     | 3위      | 4위        |
| ---- | -------- | ---------- | -------- | ---------- |
| 2016 | 미국     | 독일       | 잉글랜드 | 프랑스     |
| 2017 | 프랑스   | 독일       | 잉글랜드 | 미국       |
| 2018 | 미국     | 잉글랜드   | 프랑스   | 독일       |
| 2019 | 잉글랜드 | 미국       | 일본     | 브라질     |
| 2020 | 미국     | 스페인     | 잉글랜드 | 일본       |
| 2021 | 미국     | 브라질     | 캐나다   | 아르헨티나 |
| 2022 | 미국     | 아이슬란드 | 체코     | 뉴질랜드   |
| 2023 | 미국     | 일본       | 브라질   | 캐나다     |